# Luca Archibugi
Luca Archibugi (Roma, 11 marzo 1957) è uno scrittore, autore televisivo e regista italiano.

## Biografia
Luca Archibugi si è laureato alla Sapienza nel 1984 in Filosofia, con una tesi in Estetica, su Ludwig Wittgenstein. Ha compiuto studi musicali al Conservatorio di S. Cecilia di Roma (pianoforte, solfeggio e composizione).
Esordisce in teatro con Se le parole avessero un sesso (Out-off di Milano, 1979) e, nello stesso anno, in poesia con Capolavori della pigrizia (Quarto Quaderno collettivo Guanda). Da allora al 2021 ha scritto ventuno pièces, di cui diciannove rappresentate. La sua opera teatrale, fino al 2018, è stata raccolta nel volume Per filo e per segno. Teatro 1978-2018 (rimane escluso l’ultimo lavoro, Il quarto dito di Clara, rappresentato al Maxxi di Roma nel 2020).
Dopo un lunghissimo periodo, in cui ha pubblicato solo su riviste e antologie, pubblica per Aragno Il dileguante (2011), il suo primo libro di poesia.
Dal 1984 lavora alla Rai come autore e regista televisivo, realizzando campagne istituzionali. Viene chiamato nel 1996 nell’ufficio della Presidenza Rai come Assistente per la cultura di Enzo Siciliano. Nel 1997 partecipa alla nascita della tv satellitare fino a ricoprire l’incarico di coordinamento editoriale per alcuni canali di RaiSat. Ha realizzato più di dieci documentari per Rai Cinema, fra cui Tessere di pace in Medio Oriente, vincitore del Premio Capitello 2008, in collaborazione con padre Michele Piccirillo. Nel 2010 dirige Senza scrittori, scritto da Andrea Cortellessa, sulla situazione dell’editoria e della letteratura italiana contemporanea. Complessivamente ha realizzato più di cinquanta documentari, numerosi programmi, tra cui Effetto notte, La biblioteca ideale, Chi è di scena e L’occhio sulla letteratura elaborati con Franco Scaglia.
Dall’inizio degli anni Ottanta collabora con quotidiani e riviste, tra cui il manifesto, il Corriere della Sera, Il Messaggero, Il Verri, Alfabeta2, Il cavallo di Troia, Nuovi Argomenti, Hystrio, Ridotto, Il Caffè Illustrato, L’Illuminista e Antinomie.
Dal 2007, per circa dieci anni, ha insegnato Storia e tecnica del linguaggio teatrale e dello spettacolo, Storia del cinema e Filosofia della comunicazione alla Link Campus University.

## Opere

### Poesia
- Capolavori della pigrizia, Quarto Quaderno Collettivo Guanda, Parma 1979.
- Il dileguante, Aragno, Torino 2011. ISBN 978-88-8419-537-1.

### Teatro
- Per filo e per segno. Teatro 1978-2018, Aragno, Torino 2021. ISBN 978-88-9380-126-3.

## Teatrografia
L'elenco è in ordine cronologico con aggiunta la data della prima rappresentazione.
- Se le parole avessero un sesso (1978), Teatro Out-off, Milano, 8 marzo 1979.
- Amor proprio (1985), Villa Medici, Roma, 28 giugno 1986.
- Per filo e per segno (1987), Teatro Tordinona, Roma, 2 aprile 1987.
- La cena da Stella (1988), Teatro Colosseo, Roma, 24 maggio 1988.
- Mal d'aria (1989), Teatro Colosseo, Roma, 3 aprile 1989.
- Seconda natura (1990), Teatro in Trastevere, Roma, 30 ottobre 1990.
- Immobildream (1993), Teatro Piccolo Eliseo, Roma, 24 maggio 1993.
- L'importuno (1993), Teatro Quirino, Roma, 3 ottobre 1993.
- La notte della vigilia (1994), Teatro dei Fabbri, Trieste, 26 aprile 1994.
- Le auto viste da lontano (1994), Teatro Quirino, Roma, 1 ottobre 1994.
- Un sogno per forza (1995), nello spettacolo La confessione, Teatro Vascello, Roma, 1995.
- Il soppalco (1999), Tempio di Giove Anxur, Terracina, 20 agosto 1999.
- Baccanti perdute (2001), Teatro Colosseo, Roma, 13 settembre 2001.
- Edipo di Spinaceto (2005), Teatro Cometa-Off, Roma, 15 febbraio 2005.
- Un colpo a vuoto (2010), Atelier Metateatro, Roma, 3 novembre 2010.
- Baccanti perdute 2.0 (2011), Teatro Tor Bella Monaca, Roma, 12 dicembre 2011.
- Orfeo bandito all'asta (2012), Teatro Tor Bella Monaca, Roma, 15 dicembre 2012.
- Il soprabito (2015).
- Nessuno nessuno (2016).
- Labirinto Moro (2018), Maxxi, Roma, 11 maggio 2018.
- Il quarto dito di Clara (2020), Maxxi, Roma, 11 settembre 2020.

## Filmografia parziale
- Tessere di pace in Medio Oriente (2008)
- Verso il Santo Sepolcro (2009)
- Senza scrittori (2010)
- Un giorno di sole, uno di pioggia (2015)

## Riconoscimenti
- Premio Under 35 Per la Nuova Drammaturgia: Per filo e per segno (1985).
- Festival del documentario industriale di Helsinki: Un anno di rivoluzioni democratiche (1990).
- I° Premio Promo Tv a Riva del Garda (1990).
- Segnalazione Concorso di drammaturgia dell’Istituto del Dramma Italiano per Il soppalco, rappresentato al Festival di Spoleto come mise en espace (1993).
- Premio Concorso di drammaturgia dell’Istituto del Dramma Italiano per La notte della vigilia (1994).[15]
- Premio della Giovane Critica Teatrale dell’Associazione Nazionale Critici di Teatro (1994).
- Miglior spettacolo Premio Fondi-La Pastora per Edipo di Spinaceto (2006).
- Premio Capitello al Festival internazionale del cinema archeologico per Tessere di pace in medio oriente (2008).[16]
- Premio Nazionale di poesia "Sandro Penna" XXIV edizione per Il dileguante (2012).[17]
- Premio Palmi sezione "Poesia" per Il dileguante (2012).
- Premio l'Aquila per Il dileguante (2012).